# ダーウィン・エアライン

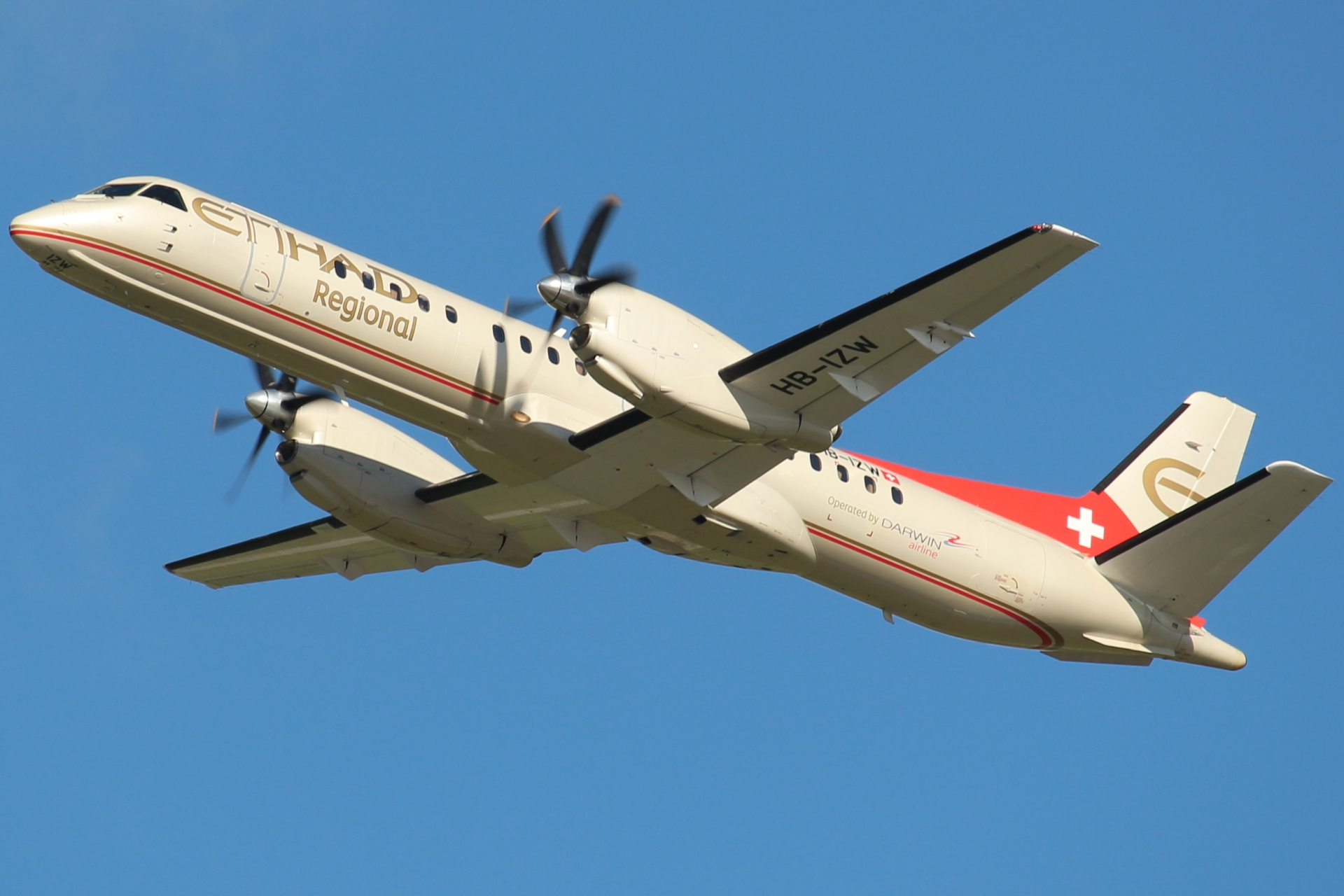
エティハド・リージョナル塗装のサーブ2000

ダーウィン・エアライン（英語：Darwin Airline）は、スイスのティチーノ州、ルガノ空港をベースとする、かつて存在した地域航空会社である。

## 概要

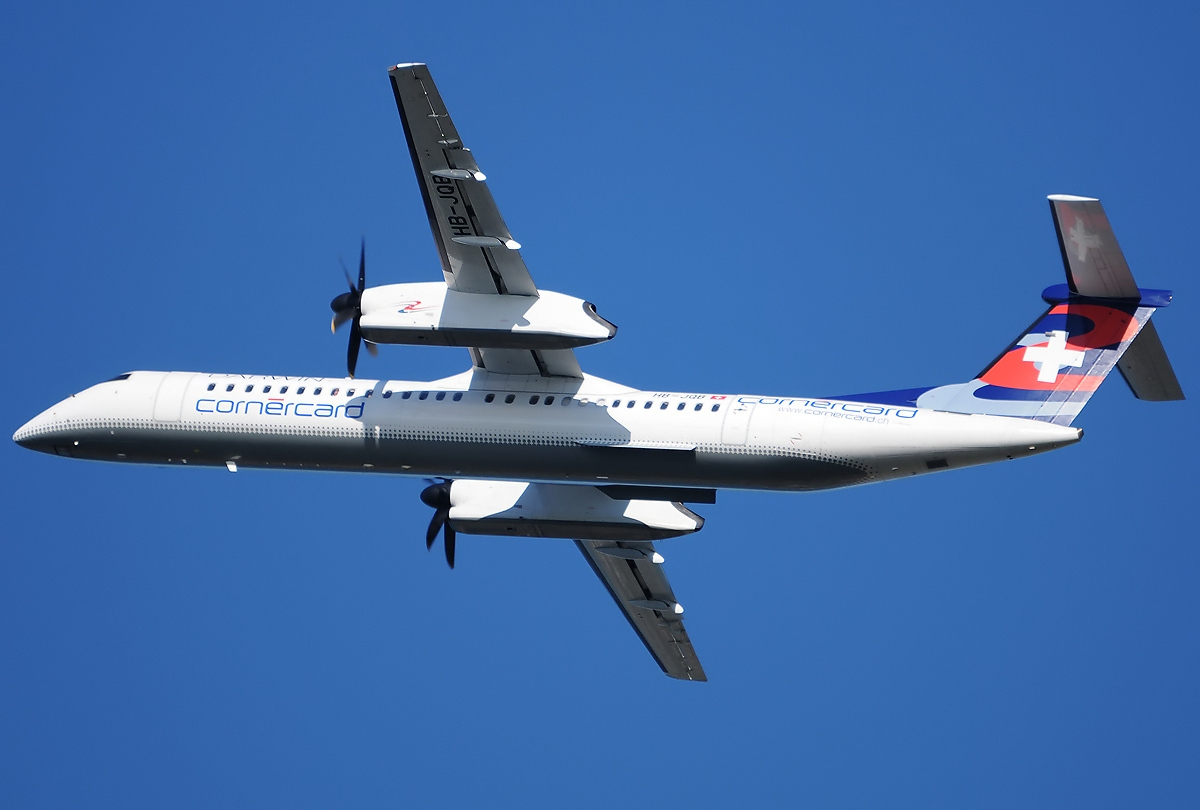
DHC-8-400

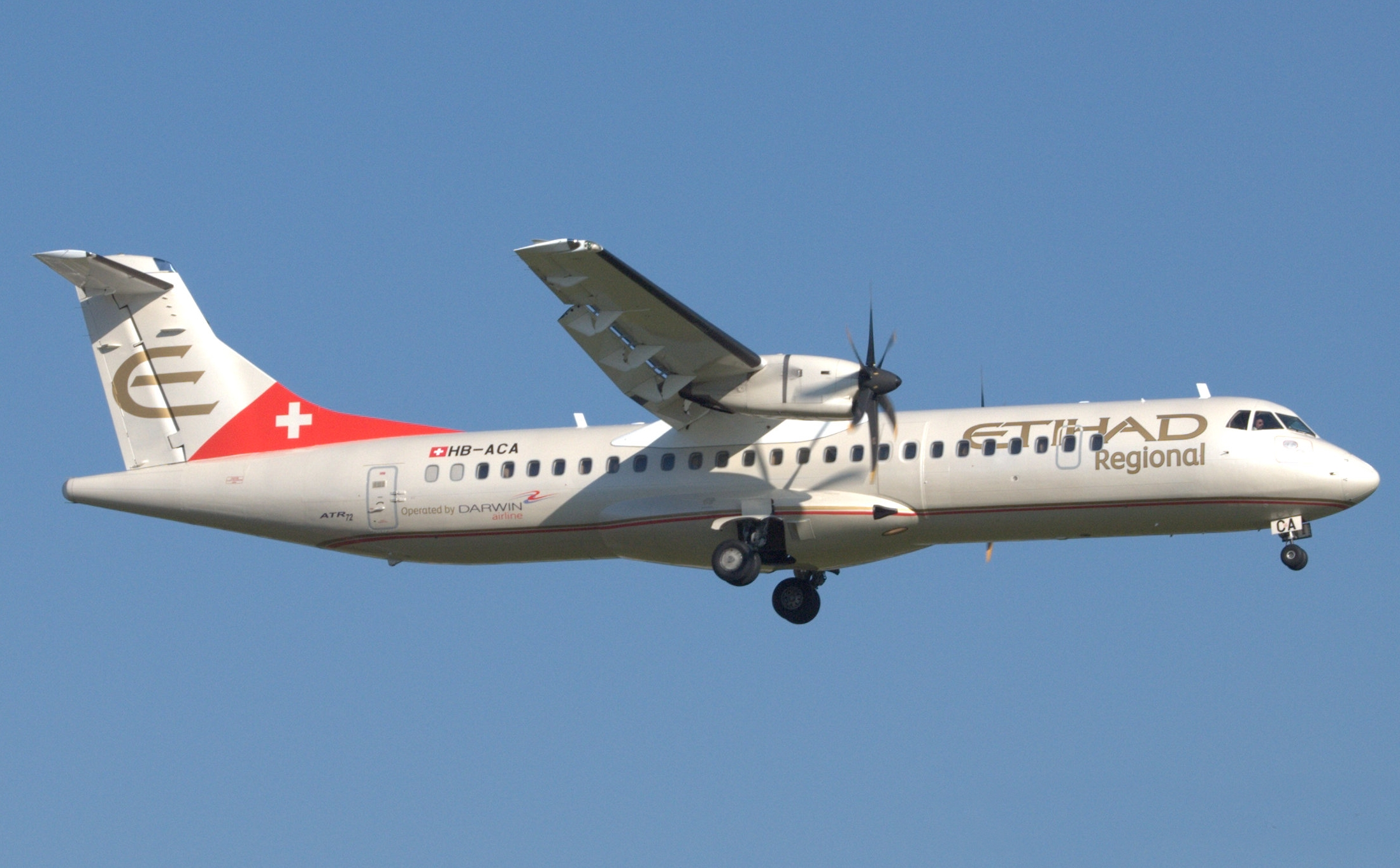
ATR 72-200

サーブ 2000及びATR 72型機を使用して、スイスおよびヨーロッパ内の近距離定期航空便を運航していた。2013年11月17日、エティハド航空が発行済み株式の33％を取得することが発表された。政府の承認を得て株式を取得後、“エティハド・リージョナル”に運航ブランド名を変更。塗装もエティハド・リージョナルのロゴを胴体に掲出し、垂直尾翼にはエティハド航空の“E”とスイス国旗を組み合わせたものに改められた。2015年からは、同じくエティハド航空が資本参加したアリタリア-イタリア航空向けの運航も行っていた。
2017年7月、スロベニアのアドリア航空が大部分の株式を取得した。しかし、エティハド航空と提携関係にあったアリタリア航空に加えエア・ベルリンが倒産相次いでする中で経営面は厳しく、同年11月27日、ダーウィン・エアラインも破産を申請、12月12日に破産宣告を受けた。

## 保有機材
- サーブ2000 - 6機
- ATR-72-500 - 4機